# 扎加

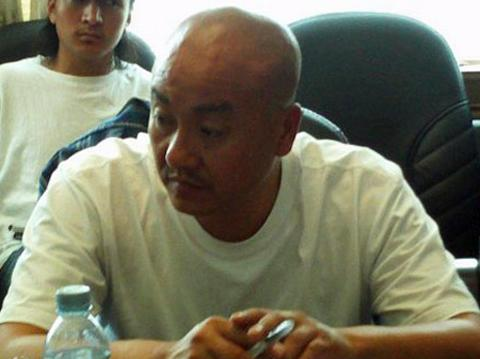

扎加（藏語：བཀྲ་རྒྱལ，威利转写：bkra rgyal，1963年—），英文使用Tagyal拉丁文转写，笔名学懂/学东（藏語：ཞོགས་དུང，威利转写：zhogs dung），全名：扎西加措，青海省黄南藏族自治州尖扎县人，曾经担任青海省民族出版社藏文室编辑。
在2010年初，扎加出版藏语著作《土鼠年和平革命》（另译‘开天辟地’或‘翻天覆地’），评论并反思藏区2008年和平起义的意义，呼吁藏人以非暴力不合作精神对抗当局。同年玉树地震之后，针对当局要求个人与民间组织的捐款捐物交由政府，与其他七位藏人联名签署呼吁反对民众向政府捐款赈灾。于4月23日被当局拘捕，拘留书上写着“涉嫌煽动分裂国家罪”。目前监控在家。

## 經歷
- 青海省民族出版社藏文室编辑
- 毕业于西北民族大学
- 藏区著名的藏学家和作家
- 藏区新学派领袖
- 非暴力不合作精神倡导者
- 《我》丛书的发起人

## 著作
- 土鼠年和平革命---吐蕃赞普精神文化复兴之道 （藏2010）/（中文2013）（英文2016）
- 《超越逻辑学》（2008）
- 《质疑者的精神》（2005）
- 《理性的呼唤》 （2001）